# 小行星3723
小行星3723（英語：3723 Voznesenskij）是一颗围绕太阳公转的小行星。1976年4月1日，尼古拉·切爾尼赫在克里米亚发现了此天体。
这颗小行星的绝对星等为168.613311412889等。